# 13027 Geeraerts
13027 Geeraerts este un asteroid din centura principală de asteroizi.

## Descriere
13027 Geeraerts este un asteroid din centura principală de asteroizi. A fost descoperit pe 3 aprilie 1989 la Observatorul La Silla de Eric Walter Elst. Asteroidul prezintă o orbită caracterizată de o semiaxă mare de 2,56 ua, o excentricitate de 0,11 și o înclinație de 3,8° în raport cu ecliptica.